# Хаматова Чулпан Наїлівна
Чулпа́н Наї́лівна Хама́това (рос. Чулпа́н Наи́левна Хама́това, тат. Чулпан Наил кызы Хаматова; нар. 1 жовтня 1975, Казань, Татарська АРСР, РРФСР, СРСР) — російська акторка театру і кіно татарського походження. Заслужена артистка Росії (2004), провідна акторка театру «Современник», лауреатка Державної премії в галузі театрального мистецтва (2004), а також премій «Золота маска», «Кумир», «Чайка», глядацької премії «Живий театр».

## Життєпис
Народилася в татарській сім'ї інженерів Наїля Ахметовича Хаматова і Марини Галімуллівни Хаматової. За національністю — татарка, однак татарською мовою не володіє. В юності прийняла православ'я. Має молодшого брата — актора на ім'я Шаміль (нар. 1985).
У дитинстві займалася фігурним катанням, а з восьмого класу навчалася в математичній школі при Казанському університеті. Після школи кілька місяців провчилася в Казанському державному фінансово-економічному інституті, а потім несподівано пішла звідти й вступила до Казанського театрального училища. Викладачі, а саме Юнона Карєва та Вадим Кешнер, зрозумівши, що вона має «божий дар», порадили й допомогли Чулпан продовжити навчання в Москві, і вона вступила в ГІТІС, на курс Олексія Бородіна.
Виступала на сценах кількох московських театрів: РАМТ (Дуня Раскольникова в «Злочині і карі» та Анна Франк у «Щоденнику Анни Франк»), Театру Місяця (рос. Театр Луны), Театру Антона Чехова (Катя в «Позі емігранта»), у Відкритому театрі Юлія Малакянца («Сільвія»).
У 1998 запрошена до трупи московського театру «Современник». Дебютувала в ролі Патриції Гольман («Три товариші» Еріха Марії Ремарка). Там же отримала ролі у виставах «Три сестри» (Ірина), «Мамататосинсобака» (Андрія), «Гроза» (Катерина), «Гола піонерка» (Маша Мухіна) і «Антоній & Клеопатра» (Клеопатра), а також роль Маші в новому варіанті п'єси «Три сестри». У 2008 році Чулпан взяла участь у виставі Театру Націй «Розповіді Шукшина» (режисер Алвіс Херманіс), де зіграла в дев'ятьох з 10 розповідей.
У кіно почала зніматися на третьому курсі ГІТІСу — її запросив на роль Каті у стрічці «Час танцюриста» (рос. Время танцора) режисер Вадим Абдрашитов. Роль Рити у фільмі Валерія Тодоровського «Країна глухих» стала для неї дійсно зірковою — і аудиторія, й критика визнали її однією з найталановитіших молодих акторок російського кіно. Серед інших кіноробіт за участю Хаматової — фільм Бахтіяра Худойназарова «Місячний тато», Стрічка А. Кравчука «Різдвяна містерія», «72 метри» і «Загибель імперії» В. Хотиненка, «Діти Арбату» А. Ешпая. Чулпан Хаматова також часто знімається в Європі (німецькі стрічки «Тувалу» Ф. Гельмера, «Англія» А. фон Бориса, «Ґуд бай, Ленін!», «Віктор Фоґель — король реклами»).
Спільно з акторкою Діною Корзун у 2005 році організувала на сцені «Современника» благодійний концерт «Подаруй мені життя», щоб допомогти дітям з гематологічними захворюваннями. У 2006 році акторки співзаснували благодійний фонд «Подаруй Життя», завдання якого — допомогти дітям, які страждають від онкологічних та онкогематологічних захворювань. Станом на літо 2009 року фонд зібрав та направив на лікування дітей близько 500 млн. рублів.
У 2000 році була ведучою в ток-шоу «Інше життя», а також співведучою програми «Погляд», а у 2005 році — співведучою телепередачі «Чекай на мене» (рос. Жди меня).
У 2020 р. виконала головну роль у фільмі «Доктор Ліза», який пропагандував «гуманітарну діяльність» Єлизавети Глінки, яка займалася, між іншим, незаконним вивезенням та усиновленням дітей з окупованої території України.
У березні 2022 після початку російського вторгнення в Україну і переслідування тих, хто не підтримує агресію та відмовляється брати участь у офіційній російській державній брехні про війну, емігрувала з дітьми до Латвії. До початку війни Хаматова активно брала участь у благодійних заходах під егідою Путіна та підтримувала його на виборах, проте після розгортання широкомасштабних бойових дій у лютому 2022 року не змогла надалі підтримувати путінський режим навіть з благою метою та стала на бік України.

## Акторська діяльність

### Ролі в театрі

#### Ролі в театрі «Современник»
- 1999 — «Три товариші» Е. М. Ремарка — Патриція Гольман
- 2001 — «Три сестри» А. П. Чехова — Ірина
- 2003 — «Мамататосинсобака» Б. Срблянович — Андрія
- 2004 — «Гроза» О. М. Островського — Катерина
- 2005 — «Гола піонерка» М. Б. Кононова — Маша Мухіна
- 2006 — «Антоній & Клеопатра. Версія» Олег Богаєв, Кирило Серебренніков за мотивами Вільяма Шекспіра — Клеопатра
- 2008 — «Три сестри» А. П. Чехова — Маша
- 2011 — «Вороги: історія кохання» І. Б. Зінґера — Маша

#### Ролі в інших театрах
- 1995 — О. Михайлов, «Мрії маленького Робінзона» (Театр Місяця) — П'ятниця
- 1995 — С. Проханов, «Фанта-інфанта» (Театр Місяця) — Фанта
- 1996 — Г. Слуцьки, «Поза емігранта» (Театр А. Чехова) — Катя
- 1997 — Б. Слейд, «Вшанування» (Театр А. Чехова) — Санні
- 2000 — Ф. Ґудрич, А. Гаккет, «Щоденник Анни Франк» (РАМТ) — Анна Франк
- 2003 — В. Шекспір, «Дванадцята ніч» (Perchtoldsdofer Sommerspiele, Австрія) — Віола
- 2008 — В. Шукшин «Розповіді Шукшина» (Державний театр націй) — 9 ролей
- 2009 — М. Карамзін «Бідна Ліза» (Державний театр націй) — Ліза
- 2021/2022 — Алвіс Германіс і Чулпан Хаматова, «Post Scriptum» в Новому театрі Рига (Jaunais Rīgas teātris) — одноосібна вистава

### Фільмографія
- 1997 — Час танцюриста / Время танцора … Катя (номінація на премію «Ніка» за найкращу жіночу роль)
- 1998 — Старі пісні про головне 3 / Старые песни о главном 3 … Асистентка режисера на Мосфільмі
- 1998 — Країна глухих / Страна глухих … Рита
- 1999 — Тувалу / Тувалу … Єва
- 1999 — Місячний тато / Лунный папа … Мамлакат Бігмурадова (2-га номінація на премію «Ніка» за найкращу жіночу роль)
- 2000 — Англія / England! … Єлена
- 2000 — Я вам більше не вірю / Я вам больше не верю … Аня Тимофєєва, студентка
- 2000 — Різдвяна містерія / Рождественская мистерия … Маша
- 2001 — Віктор Фоґель — король реклами / Viktor Vogel — Commercial Man … Роза Браун
- 2001 — Левова частина / Львиная доля … Діна (Приз за найкращу жіночу роль у конкурсі «Зрительский взгляд» на «Кінотаврі»)
- 2003 — Ґуд бай, Ленін! / Good Bye, Lenin! … Лара
- 2003 — Дресирувальниця курки / Дрессировщица курицы
- 2003 — Сучий син / Hurensohn … Сільвія
- 2004 — 72 метри / 72 метра … Неллі
- 2004 — Діти Арбату / Дети Арбата … Варя Іванова
- 2005 — Загибель імперії / Гибель империи … Ольга Семенівна Нестеровська
- 2005 — Грецькі канікули / Греческие каникулы … Меліна
- 2005 — Казус Кукоцького / Казус Кукоцкого … Таня / Женя, дочка Тані
- 2005 — Ґарпастум / Гарпастум … Аніца (3-я номінація на премію «Ніка» за найкращу жіночу роль)
- 2005 — «Tatort» — Der doppelte Lott / … Лариса
- 2006 — Midsummer Madness … Аїда
- 2006 — Мечоносець / Меченосец … Катя
- 2006 — Доктор Живаго / Доктор Живаго … Лара
- 2006 — Кохання в Кенігсберзі / Eine Liebe in Koenigsberg … Надія
- 2007 — Трикрапка / Многоточие … Урсула
- 2008 — Домовик / Домовой … Віка
- 2008 — Метеоідіот / The Rainbowmaker … Лія
- 2008 — Паперовий солдат / Бумажный солдат … Ніна (4-та номінація на премію «Ніка» за найкращу жіночу роль)
- 2009 — «Колискові» … Крістіна
- 2009 — Подія / Событие … Любов Трощейкіна
- 2009 — Іван Грозний
- 2010 — Дім Сонця / Дом Солнца … Галина, дружина Корейця
- 2010 — Вуаль Анжеліни
- 2010 — Башта
- 2011 — Достоєвський / Достоевский … Марія Ісаєва, перша дружина Достоєвського
- 2013 — Студія 17
- 2013 — Попіл (телесеріал)
- 2015 — Під електричними хмарами
- 2015 — Синдром Петрушки
- 2016 — Таємнича пристрасть (телесеріал)
- 2019 — Одеський пароплав
- 2020 — Зулейха відкриває очі (телесеріал) … Зулейха
- 2021 — Петрови у грипі ... Нурлиніса Петрова
- та інші...